# 富田林市立第二中学校
富田林市立第二中学校（とんだばやししりつだいにちゅうがっこう）は、大阪府富田林市にある公立中学校。
1950年4月1日の富田林市の市制施行と同時に、富田林町立中学校（同日富田林市立第一中学校に改称）から分離開校した。

## 沿革
- 1950年4月1日 - 富田林市立第一中学校から分離開校
- 1967年12月 - 富田林市立金剛中学校を分離
- 1974年 - 校区の一部を富田林市立第三中学校へ分離
- 1989年7月 - プール完成

## 通学区域
- 富田林市立小学校及び中学校の通学区域に関する規則（富田林市教育委員会）を参照。

## 出身者
- 勧野甲輝（元プロ野球選手）

## 交通
- 近鉄長野線 川西駅から徒歩約5分。